# Joaquín Díaz González
Joaquín Díaz González (Zamora, 1947) is een Spaans muzikant, folklorist, professor aan de publieke Universiteit van Valladolid en academicus aan de Real Academia de Bellas Artes de la Purísima Concepción (vrij vertaald: Koninklijke Academie voor Schone Kunsten van de Onbevlekte Ontvangenis). Hij wordt gezien als een van de belangrijkste folkloristen en etnografen van de Spaanse regio Castilië en León een van de belangrijkste van Spanje.
Gedurende zijn carrière heeft hij meer dan vijftig boeken gepubliceerd, meer dan tweehonderd artikelen en essays in diverse publicaties gepubliceerd en zo'n zestig studioalbums opgenomen. Hij werkte daarnaast aan talloze uitgaven van andere artiesten en bands.

## Biografie
Díaz González werd geboren in in de Spaanse stad Zamora. Na vier jaar verhuisde hij met zijn familie naar Valladolid, de stad waarin hij zijn middelbare school en universiteit afrondde. Vanaf de jaren 60 begon hij zich te wijden aan de verspreiding van de traditionele cultuur, met name in de gemeenschap van Castilië en Leon. Dit deed hij door middel van muzikale concerten, media-optredens en lezingen. Hij gaf concerten en lezingen aan universiteiten in Spanje, Portugal, Frankrijk, Italië, Duitsland, Nederland en de Verenigde Staten. Tevens wijdde hij verschillende werken van zijn repertoire aan de Joods-Spaanse (sefardische) tradities.
In 1976 stopte hij met zijn muzikale carrière om zich volledig te wijden aan onderzoek en de bevordering van de populaire cultuur.
Sinds haar oprichting in 1980 is Díaz González directeur van het Revista de Folklore, een van de belangrijkste publicaties over de traditionele cultuur in Spanje, en de Fundación Joaquín Díaz, gevestigd in Urueña.